# Xavier Siméon
Xavier Siméon est un pilote de vitesse moto  et d'endurance belge né le 31 août 1989 à Etterbeek dans la Région de Bruxelles-Capitale. Il concourt au championnat EWC au sein du team Yoshimura SERT Motul .

## Biographie
Xavier Siméon est né dans une famille de motards. Son père Michel Siméon fut pilote moto en championnat du monde dans les années 1980, il marqua 5 points en 1979. Il fit partie des coureurs belges qui suivaient Didier de Radiguès.
Xavier décide dans un premier temps de faire carrière en auto et devient champion de Belgique de karting en 1998. Puis il se lance dans une carrière moto montant les différents échelons jusqu'au championnat d'Europe de Superstock à partir de 2005. Il remporte le titre européen en 2006. Puis il se lance dans le Superstock 1000 à partir 2007. En 2008 il remporte le titre junior en se classant quatrième du championnat malgré une grosse chute à Monza. En 2009, il quitte Suzuki et c'est la consécration : il remporte la coupe du monde Superstock 1000 avec Ducati. Mais il attend en vain un contrat pour courir en Superbike.
Xavier Siméon décide alors de se lancer en Moto2 avec l'équipe Holiday Gym qui l'engage avec une Moriwaki. Il porte le numéro 19 et est le premier représentant belge en Grands Prix moto depuis Sébastien Le Grelle. Il dispute dix courses de la saison 2010 et obtient notamment la huitième place du Grand Prix de Grande-Bretagne. Son équipe lui promet un engagement à plein temps pour 2011 mais le laisse soudainement à pied.
En 2011, Xavier Siméon est engagé dans le Championnat du Monde Moto2 avec l'équipe Tech 3 RTL SPORT. Il re-signe pour la saison 2012 avec le même team  français Tech3 au couleur de RTL-Sport.
2013 voit un nouveau départ pour Xavier Siméon qui intègre l'équipe espagnole "Stop and Go" (SAG) " Desguaces La Torre Maptaq " sur une Kalex. Il réalise sa meilleure saison en Moto2 avec son premier podium lors du Grand Prix de France et sa première pole position au Sachsenring en Allemagne. Il termine 12e du championnat du monde Moto2.
Xavier Siméon a signé pour la saison 2014 au sein du team Federal Oil/Gresini Racing. Il a décroché son meilleur résultat en Moto2 avec une 2e place sur le circuit de Termas de Rio Hondo en Argentine.
La saison 2015 débute sur les chapeaux de roue pour Siméon qui termine second lors du GP d'ouverture au Qatar. Régulièrement dans le top 10, Xavier remporte le 1er Grand Prix de sa carrière le 12 juillet sur le circuit allemand du Sachsenring et clôture sa saison à une méritoire 7e place au championnat.
En 2016, il rejoint le team QMMF sur Speed-up. Bien que fréquemment dans les points, ses résultats sont en retrait par rapport à la saison précédente, avec comme meilleur classement une 8e place à Austin (USA) et en qualification, la 7e position sur la grille de départ à Sepang (Malaisie). Le team Qatari quittant le championnat au terme de la saison, Xavier sera donc contraint de changer à nouveau d'équipe.
2017 le voit intégrer le team Tasca Racing Scuderia. Une équipe aux moyens modestes qui n'aligne d'ailleurs qu'une seule moto mais bénéficie du nouveau châssis Kalex. Si en qualification, Xavier Siméon parvient à plusieurs reprises à bien figurer sur la grille, en course c'est plus compliqué, la moto manque de développement et pire, Xavier Siméon se blesse et doit déclarer forfait pour plusieurs grand-prix. Assen (NL) restera  son plus beau week-end de l'année, parti de la 6e position, il ralliera l'arrivée 7e.
En 2018, Xavier Siméon rejoint enfin le MotoGP chez Avintia. Le pilote belge a un contrat de deux saisons avec l'équipe. Il pilotera une Ducati GP16, la GP17 étant attribuée à son coéquipier, Tito Rabat. Les GP 18 sont, elles, réservées aux pilotes d'usine (Dovizioso, Lorenzo et Petrucci). A noter que Xavier Siméon doit abandonner son traditionnel n°19 - celui-ci étant déjà attribué - et étrenne son nouveau numéro, le 10, signe de renouveau, en enfourchant pour la première fois une moto GP, le 14 novembre 2017 lors des tests de fin de saison organisés sur le circuit Ricardo Tormo à Valencia.

## Palmarès
- Champion d'Europe Superstock 600 en 2006 sur Suzuki
- Champion de la coupe Suzuki GSX-R 750 2006
- Champion du monde Superstock 1000 en 2009 sur Ducati
- Champion du monde d'endurance en 2021 avec le team Yoshimura SERT Motul

## Statistiques en Superstock

### Championnat d'Europe Superstock 600
- 1er course : Valence 2005
- 20 courses, 3 abandons
- 5 victoires
- 12 podiums
- 5 pole positions
- 4 meilleurs tours
- 5e au championnat 2005, Champion en 2006

### Coupe du Monde FIM Superstock 1000
- 1er course : Donington 2007
- 31 courses, 1 abandon
- 8 victoires
- 18 podiums
- 6 pole positions
- 6 meilleurs tours
- 4e aux championnats 2007-2008, Champion en 2009

## Carrière en Grand Prix

### Par années
| Saison | Cat.   | Équipe                | Moto               | GP  | Vict. | Podiums | Poles | Mtour | Pts | Position |
| ------ | ------ | --------------------- | ------------------ | --- | ----- | ------- | ----- | ----- | --- | -------- |
| 2010   | Moto2  | Holiday Gym G22       | Moriwaki MD600     | 10  | 0     | 0       | 0     | 0     | 10  | 30e      |
| 2011   | Moto2  | Tech 3 Racing B       | Tech 3 Mistral 610 | 17  | 0     | 0       | 0     | 0     | 23  | 26e      |
| 2012   | Moto2  | Tech 3                | Tech 3 Mistral 610 | 15  | 0     | 0       | 0     | 0     | 21  | 22e      |
| 2013   | Moto2  | SAG                   | Kalex              | 17  | 0     | 1       | 1     | 0     | 88  | 12e      |
| 2014   | Moto2  | Gresini Racing        | Suter              | 18  | 0     | 1       | 0     | 0     | 63  | 14e      |
| 2015   | Moto2  | Gresini Racing        | Kalex              | 18  | 1     | 1       | 0     | 0     | 113 | 7e       |
| 2016   | Moto2  | QMMF Racing Team      | Speed Up           | 18  | 0     | 0       | 0     | 1     | 46  | 17e      |
| 2017   | Moto2  | Tasca Racing Scuderia | Kalex              | 15  | 0     | 0       | 0     | 0     | 16  | 23e      |
| 2018   | MotoGP | Reale Avintia Racing  | Ducati             | 17  | 0     | 0       | 0     | 0     | 1   | 27e      |
| Total  |        |                       |                    | 144 | 1     | 4       | 2     | 1     | 385 |          |

### Par catégorie
| Catégorie | Année     | 1er GP   | 1er Podium | 1re Victoire | Courses | Victoires | Podiums | Pole | M.tours¹ | Points | Titres |
| --------- | --------- | -------- | ---------- | ------------ | ------- | --------- | ------- | ---- | -------- | ------ | ------ |
| Moto2     | 2010-2017 | FRA 2010 | FRA 2013   | GER 2015     | 127     | 1         | 4       | 2    | 1        | 384    | 0      |
| MotoGP    | 2018      | QAT 2018 |            |              | 17      | 0         | 0       | 0    | 0        | 1      | 0      |
| Total     | 2010-2018 |          |            |              | 144     | 1         | 4       | 2    | 1        | 385    | 0      |

### En détail
| Année | Catégorie | Moto     | 1       | 2       | 3       | 4       | 5       | 6       | 7       | 8       | 9       | 10      | 11      | 12      | 13      | 14      | 15      | 16      | 17     | 18      | 19     | Position | Points |
| ----- | --------- | -------- | ------- | ------- | ------- | ------- | ------- | ------- | ------- | ------- | ------- | ------- | ------- | ------- | ------- | ------- | ------- | ------- | ------ | ------- | ------ | -------- | ------ |
| 2010  | Moto2     | Moriwaki | QAT     | SPA     | FRA Ab. | ITA 19  | GBR 8   | NED Ab. | CAT 24  | GER 15  | CZE 19  | IND     | RSM 19  | ARA     | JPN     | MAL     | AUS     | POR 23  | VAL 15 |         |        | 30e      | 10     |
| 2011  | Moto2     | Tech 3   | QAT 25  | SPA 19  | POR 26  | FRA 18  | CAT 14  | GBR Ab. | NED Ab. | ITA 12  | GER 18  | CZE 23  | IND 13  | RSM Ab. | ARA 18  | JPN 11  | AUS Ab. | MAL 15  | VAL 8  |         |        | 26e      | 23     |
| 2012  | Moto2     | Tech 3   | QAT 17  | SPA 13  | POR 13  | FRA DNS | CAT     | GBR 21  | NED 13  | GER 8   | ITA Ab. | IND Ab. | CZE Ab. | RSM Ab. | ARA Ab. | JPN 13  | MAL Ab. | AUS 13  | VAL 27 |         |        | 21e      | 23     |
| 2013  | Moto2     | Kalex    | QAT 10  | AME 12  | ESP 6   | FRA 3   | ITA Ab. | CAT Ab. | NED 7   | GER 8   | IND 9   | CZE 11  | GBR Ab. | RSM 8   | ARA Ab. | MAL Ab. | AUS Ab. | JPN 4   | VAL 12 |         |        | 12e      | 90     |
| 2014  | Moto2     | Suter    | QAT 24  | AME Ab. | ARG 2   | SPA 7   | FRA Ab. | ITA 14  | CAT Ab. | NED 25  | GER 10  | IND Ab. | CZE 14  | GBR Ab. | RSM 16  | ARA Ab. | JPN 10  | AUS 9   | MAL 19 | VAL 5   |        | 14e      | 63     |
| 2015  | Moto2     | Kalex    | QAT 2   | AME Ab. | ARG 22  | SPA 5   | FRA 8   | ITA 6   | CAT Ab. | NED 6   | GER 1   | IND 8   | CZE 16  | GBR 25  | RSM 12  | ARA Ab. | JPN Ab. | AUS 5   | MAL 10 | VAL 16  |        | 7e       | 113    |
| 2016  | Moto2     | Speed Up | QAT Ab. | ARG 12  | AME 8   | SPA 10  | FRA 11  | ITA Ab. | CAT Ab. | NED 11  | GER Ab. | AUT 23  | CZE 15  | GBR 16  | RSM Ab. | ARA 11  | JPN 10  | AUS 11  | MAL 15 | VAL 16  |        | 17e      | 46     |
| 2017  | Moto2     | Kalex    | QAT 15  | ARG Ab. | AME 13  | SPA 19  | FRA 16  | ITA 15  | CAT 20  | NED 7   | GER 14  | CZE 23  | AUT Ab. | GBR     | RSM Ab. | ARA 25  | JPN Ab. | AUS DNS | MAL    | VAL Ab. |        | 23e      | 16     |
| 2018  | MotoGP    | Ducati   | QAT 21  | ARG 20  | AME 20  | SPA 17  | FRA 18  | ITA 17  | CAT Ab. | NED Ab. | GER19   | CZE20   | AUTAb.  | GBRC    | RSMAb.  | ARA19   | THA18   | JPN16   | AUS15  | MAL17   | VALDNS | 27e      | 1      |

| Couleur | Résultat                     |
| ------- | ---------------------------- |
| Or      | Vainqueur                    |
| Argent  | 2e place                     |
| Bronze  | 3e place                     |
| Vert    | Terminé, dans les points     |
| Bleu    | Terminé, pas dans les points |
| Violet  | Abandon (Ab.) ou (Ret)       |
| Violet  | Non classé (NC)              |
| Rouge   | Pas qualifié (DNQ)           |
| Noir    | Disqualifié (DSQ)            |
| Blanc   | Pas au départ (DNS)          |
| Blanc   | Forfait (WD)                 |
| Blanc   | N'a pas participé (DNP)      |
| Blanc   | Blessé (INJ)                 |
| Blanc   | Exclu (EX)                   |
| Blanc   | Course annulée (C)           |

Gras - Pole position

Italiques - Meilleur tour en course
Système d’attribution des points
| Position | 1er | 2e | 3e | 4e | 5e | 6e | 7e | 8e | 9e | 10e | 11e | 12e | 13e | 14e | 15e |
| Points   | 25  | 20 | 16 | 13 | 11 | 10 | 9  | 8  | 7  | 6   | 5   | 4   | 3   | 2   | 1   |

### Grands Prix Moto2
- 1er Grand Prix : Grand Prix de France 2010
- 127 Grands Prix, 38 abandons
- 384 points
- Meilleure place sur la grille : 1er (Hohenstein-Ernstthal, 2013)
- Meilleur résultat en course : 1er (Sachsenring, 2015)
- 30e place au championnat 2010
- 26e place au championnat du monde moto 2 saison 2011
- 22e place au championnat du monde moto 2 saison 2012
- 12e place au championnat du monde moto 2 saison 2013
- 14e place au championnat du monde moto 2 saison 2014
- Vainqueur du GP d'Allemagne au Sachsenring le 12/07/2015 et 7e du championnat
- 17e place au championnat du monde moto 2 saison 2016
- 23e place au championnat du monde moto 2 saison 2017

### Grands Prix MotoGP
- 1er Grand Prix : Grand Prix du Qatar 2018
- 17 Grands Prix, 4 abandons
- 1 point
- Meilleure place sur la grille : 15e (Malaisie, 2018)
- Meilleur résultat en course : 15e (Australie, 2018)